# La Nuit d'Halloween (film, 1988)
Pour les articles homonymes, voir La Nuit d'Halloween et Halloween (homonymie).
Ne doit pas être confondu avec la fête d'Halloween ou Halloween, la Nuit des masques.
Pour plus de détails, voir Fiche technique et Distribution.
La Nuit d'Halloween (Hack-O-Lantern ou Halloween Night) est un film d'horreur américain réalisé par Jag Mundhra, sorti en 1988.

## Synopsis
Un homme faisant partie d'une secte Satanique invite son petit fils, le jour d'Halloween, à faire partie de la confrérie. Des années plus tard, durant toute la journée d'Halloween, un mystérieux tueur avec un masque de Diable s'en prend aux habitants de la ville.

## Fiche technique
- Titre français : La Nuit d'Halloween
- Titre original : Hack-O-Lantern ou Halloween Night
- Réalisation : Jag Mundhra
- Scénario : Carla Robinson
- Musique : Greg Haggard
- Montage : Tom Atchison et Jag Mundhra
- Costume : Frank Billecci
- Photographie : Stephen Ashley Blake
- Société de production : Spencer Films
- Pays d'origine : États-Unis
- Genre : horreur
- Durée : 87 minutes
- Date de sortie : 1988

## Distribution
- Hy Pyke (VF : Roger Lumont) : le grand père
- Gregory Scott Cummins (VF : Pierre Laurent) : Tommy
- Katina Garner : Amanda
- Carla Baron : Vera
- Jeff Brown : Roger
- Michael Potts : Bill
- Patricia Christie : Beth
- Larry Coven : Brian
- Bryson Gerard : Tommy, enfant
- Heidi Lepucki : Vera, enfant
- Lance Harvey : Roger, enfant
- Marya Gant : Carrie